# Elsfjords kommun
Elsfjords kommun (norska: Elsfjord kommune) var en kommun i Nordland fylke i norra Norge. Kommunen omfattade den nordöstra delen av nuvarande Vefsns kommun. Byn Elsfjord utgjorde kommunens centralort.

## Administrativ historik
Elsfjords kommun upprättades 1929 genom utbrytning ur Hemnes kommun. Kommunen hade 765 invånare vid upprättandet.
Den 1 januari 1962 gick kommunen upp i Vefsns kommun. Kommunens hade då 920 invånare.